# Skärgårdsstad
Skärgårdsstad är en bebyggelse vid kusten i Österåkers kommun, belägen cirka 7 kilometer från Åkersberga, mellan Solbergasjön, Bosjön och Isättraviken. Orten är till stor del omgiven av skogsmark.

## Historia
Redan under stenåldern för 4 500 år sedan, levde säljägare tidvis i Översättraområdet, men någon fastare boplats där har inte identifierats från denna tid, även om kruksärvor och sälben påvisar att människor åtminstone under delar av säsongen befann sig i kustområdet, vars havsnivå låg cirka 30 meter högre än idag, när de bedrev jakt på sälar. Den närmast belägna, kända boplatsen från gropkeramisk tid i Österåker är Lappdal, fem kilometer nordväst om Skärgårdsstad. 
Under bronsåldern hade området karaktär av skärgård med fjärdar, kobbar och öar, med en havsnivå 15-20 meter högre än nu, och den nuvarande Solbergasjön var fortfarande en havsvik, förbunden med Östersjön. Bronsålderns mildare klimat möjliggjorde viss spannmålodling och boskapskötsel vid sidan om jakt och fiske. Från denna tid har man funnit husgrunder från långhus nära strandlinjen, som senare, under vikingatidens landhöjning, blev åkermark. Högre upp i backar anlades enklare begravningsplatser, bland annat det 5000 kvadratmeter stora gravfältet, RAÄ 474, med mestadels brandgravar, upptäckt av hembygdsforskaren Alfred Westerberg i Åkersberga, där man i en båtgrav har funnit en kniv av brons.
Gränges AB hade tidigare gruvhantering i området. När gruvverksamheten lades ner upprättades en detaljplan och genomfördes exploateringen av Skärgårdsstad.
Under 1960-talet var endast två fornlämningar kända i området, den ena med resta stenar och den andra av en gränsmarkering. 1971 kompletterades dessa med tio nya fornlämningslokaler i Översättraområdet av hembygdsforskarna Alfred Westerberg, och Gösta Köhl, i Kårboda på Ljusterö som hittade bland annat RAÄ 297, som består av gravar, en stensträng och en osäker hålväg, vilka han rapporterade till arkeologen Karin Äijä. 
1971 skriver Karin Äijä i Skärgårdsstad i forntid och nutid: 
| ”                                   | Trots att området nu bebyggs, kommer både förhistoriska gravar och boplatser att ligga kvar som grönområden i villabebyggelsen. En del av anläggningarna är helt synliga ovan mark i form av mer eller mindre övermossade stensamlingar, andra avtecknar sig som låga förhöjningar i markytan, medan ytterligare en grupp döljer sig helt under grästorven. Så kommer forntid och nutid att samspela i det vackra landskapet. | „ |
| – Skärgårdsstad i forntid och nutid | |   |

### Befolkningsutveckling
Orten bebyggdes främst under 1980- och 90-talen och 1990 bildades en tätort med detta namn för östra delen av denna bebyggelse. Omedelbart väster om bildades samtidigt en småort benämnd Skärgårdsstad och med småortskoden S0781. Den småorten omfattade 16 hektar och hade 155 invånare. 1995 utökades tätorten västerut med bebyggelsen i småorten samt den i Nyhagen (och motsvarande småort) och Översättra. 2015 upplöstes tätorten och de västra området bildade då en separat tätort benämnd Nyhagen och Översättra medan bebyggelsen i Skärgårdsstad uppgick i tätorten Åkersberga. 
| Befolkningsutvecklingen i Skärgårdsstad 1990–2010 | Befolkningsutvecklingen i Skärgårdsstad 1990–2010 | Befolkningsutvecklingen i Skärgårdsstad 1990–2010 | Befolkningsutvecklingen i Skärgårdsstad 1990–2010 | Befolkningsutvecklingen i Skärgårdsstad 1990–2010 |
| --- | ------------------------------------------------- | ------------------------------------------------- | ------------------------------------------------- | ------------------------------------------------- |
| |                                                   |                                                   |                                                   |                                                   |
| År |                                                   |                                                   | Folkmängd                                         | Areal (ha)                                        |
| 1990 | 1990                                              |                                                   | 574                                               | 83                                                |
| 1995 | 1995                                              |                                                   | 1 401                                             | 163                                               |
| 2000 | 2000                                              |                                                   | 1 621                                             | 163                                               |
| 2005 | 2005                                              |                                                   | 1 901                                             | 167                                               |
| 2010 | 2010                                              |                                                   | 1 924                                             | 166                                               |
| Anm.: Ny tätort 1990. Utökades västerut 1995. Tätorten upplöstes 2015, då huvuddelen uppgick i tätorten Åkersberga och västra delen bildade tätorten Nyhagen och Översättra som då övertog denna tätorts tätortskod |                                                   |                                                   |                                                   |                                                   |

## Samhället
Gatorna i Skärgårdsstad är antingen uppkallade efter de bönder som ursprungligen ägde marken, eller efter Gränges AB:s gruvhantering i området.

## Kommunikationer
SL trafikerar sträckan Åkersberga station - Skärgårdsstad med bussarna 622 och 622X. Skärgårdsstads Hamnsamfällighet äger och driver en småbåthamn med tillhörande gästhamn i Isättravikens mynning.